# Рейл-Роуд-Флет (Каліфорнія)
Рейл-Роуд-Флет (англ. Rail Road Flat) — переписна місцевість (CDP) в США, в окрузі Калаверас штату Каліфорнія. Населення — 316 осіб (2020).

## Географія
Рейл-Роуд-Флет розташований за координатами 38°18′47″ пн. ш. 120°29′59″ зх. д. / 38.31306° пн. ш. 120.49972° зх. д. (38.313005, -120.499687).  За даними Бюро перепису населення США в 2010 році переписна місцевість мала площу 85,89 км², з яких 85,49 км² — суходіл та 0,40 км² — водойми.

## Демографія
Згідно з переписом 2010 року, у переписній місцевості мешкало 475 осіб у 220 домогосподарствах у складі 123 родин. Густота населення становила 6 осіб/км².  Було 340 помешкань (4/км²).
Расовий склад населення:
| - 86,5 % — білих - 3,2 % — корінних американців - 0,8 % — азіатів - 0,4 % — вихідців з тихоокеанських островів - 1,9 % — осіб інших рас |

До двох чи більше рас належало 7,2 %. Частка іспаномовних становила 8,6 % від усіх жителів.
За віковим діапазоном населення розподілялося таким чином: 16,2 % — особи молодші 18 років, 58,1 % — особи у віці 18—64 років, 25,7 % — особи у віці 65 років та старші. Медіана віку мешканця становила 53,7 року. На 100 осіб жіночої статі у переписній місцевості припадало 93,1 чоловіків;  на 100 жінок у віці від 18 років та старших — 95,1 чоловіків також старших 18 років.
За межею бідності перебувало 33,5 % осіб, у тому числі 100,0 % дітей у віці до 18 років та 18,6 % осіб у віці 65 років та старших.
Цивільне працевлаштоване населення становило 30 осіб. Основні галузі зайнятості: науковці, спеціалісти, менеджери — 50,0 %, фінанси, страхування та нерухомість — 50,0 %.